# Den sociale virkelighed
Den sociale virkelighed er en dansk dokumentarserie i tre afsnit fra 1975 med instruktion og manuskript af Bodil Cold-Ravnkilde.

## Afsnit
Obs! Afsnittene er oplistet i alfabetisk rækkefølge. Tilføj gerne afsnitsnumre og første sendedage.
| # | Titel           | Første sendedag |
| --- | --------------- | --------------- |
| | "Louise 16 år"  |                 |
| En pige, der går i gymnasiet, kommer dårligt ud af det med sin far og vil gerne flytte på ungdomspension. Hvor henvender hun sig, for at kunne få råd?                                                                              |                 |                 |
| | "Susanne 12 år" |                 |
| Susanne på 12 år fortæller om sin tilværelse som skilsmissebarn. Hvad er samkvemsret, og hvordan praktiseres den? |                 |                 |
| | "Thomas 15 år"  |                 |
| En film om, hvordan det er for en dreng at bo med sine forældre og søster i en 2 1/2 værelses-lejlighed, og hvordan han en dag stjæler en knallert, bliver opdaget og kommer på politistationen. Hvem hjælper i en sådan situation? |                 |                 |